# 高鍋郵便局
高鍋郵便局（たかなべゆうびんきょく）は宮崎県児湯郡高鍋町にある郵便局。民営化前の分類では集配普通郵便局であった。

## 概要
住所：〒884-8799 宮崎県児湯郡高鍋町北高鍋3516-2
民営化直前の集配業務再編において、多くの集配普通郵便局は統括センターとなったが、当局は配達センターとされたため、民営化後も郵便事業株式会社の支店は併設されず、集配センターが併設された。

## 沿革
- 1872年8月4日（明治5年7月1日） - 高鍋郵便取扱所として開設[1]。
- 1873年（明治6年） - 高鍋郵便役所となる。
- 1875年（明治8年）1月1日 - 高鍋郵便局（四等）となる。
- 1879年（明治12年）8月 - 為替取扱を開始。
- 1880年（明治13年）10月 - 貯金取扱を開始。
- 1893年（明治26年）3月1日 - 高鍋郵便電信局となる。
- 1903年（明治36年）4月1日 - 通信官署官制の施行に伴い高鍋郵便局となる。
- 1951年（昭和26年）4月1日 - 電気通信業務の取扱を、新設の高鍋電報電話局に移管[2]。
- 1952年（昭和27年）4月1日 - 特定郵便局から普通郵便局に局種別改定。[3]。
- 1960年（昭和35年）10月16日 - 電話通話および和文電報受付事務の取扱を開始。
- 1973年（昭和48年）3月 - 局舎新築落成。
- 1999年（平成11年） - 外国通貨の両替および旅行小切手の売買に関する業務取扱を開始。
- 2007年（平成19年）10月1日 - 民営化に伴い、併設された郵便事業宮崎支店高鍋集配センターに一部業務を移管。
- 2012年（平成24年）10月1日 - 日本郵便株式会社発足に伴い、郵便事業宮崎支店高鍋集配センターを高鍋郵便局に統合。

## 取扱内容
- 郵便、印紙、ゆうパック、内容証明
- 貯金、為替、振替、振込、国際送金、外貨両替・トラベラーズチェック、国債、投資信託
- 生命保険、バイク自賠責保険、自動車保険
- ゆうちょ銀行ATM
- 児湯郡高鍋町内の集配業務

## 周辺
- 宮崎県高鍋総合庁舎
- 高鍋町営球場
- 宮崎県立高鍋高等学校
- 高鍋町立高鍋東中学校
- 高鍋町立高鍋東小学校
- 国道10号
- 小丸川

## アクセス
- JR日豊本線 高鍋駅から西へ約1.8km（徒歩約21分）
- 宮交バス 東小前停留所下車
- 東九州自動車道 西都ICから北東へ約15km
- 駐車場あり：14台